# Potentilla carniolica
Potentilla carniolica är en rosväxtart som beskrevs av A. Kerner. Potentilla carniolica ingår i Fingerörtssläktet som ingår i familjen rosväxter. Inga underarter finns listade i Catalogue of Life.

## Bildgalleri

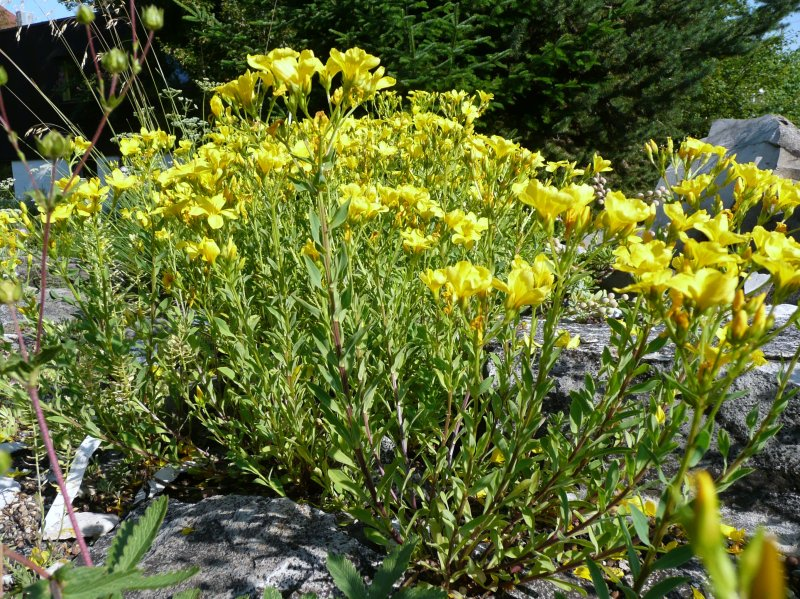
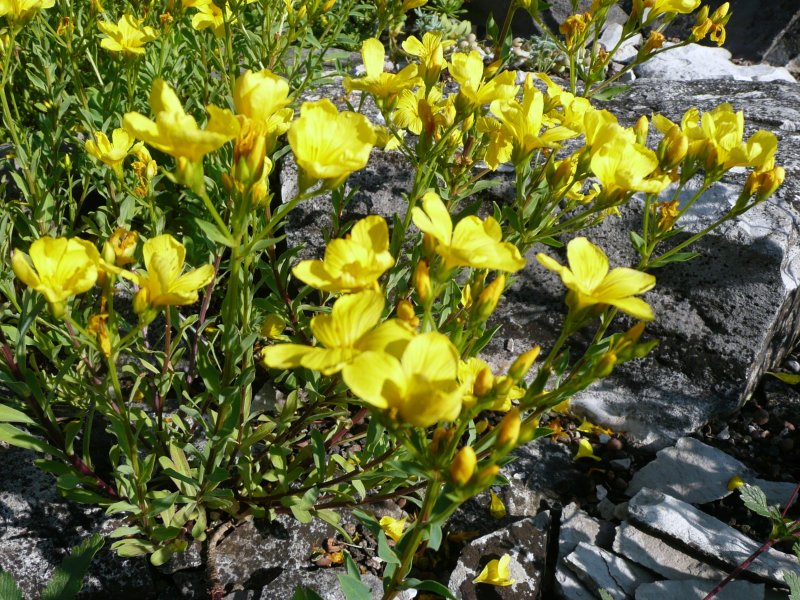